# Sonchus bourgeaui
Sonchus bourgeaui es una especie de planta herbácea del género Sonchus de la familia Asteraceae.

## Descripción
Es una planta herbácea humilde, anual, que llega apenas a unos 30 cm de altura, con tallo ramificado folloso glabro. Las hojas, abrazadoras y con grandes aurículas de ápice aguda, son pinnatisectas con márgenes dentado-espinisos y glabras. El involucro tiene su base tomentosa y la parte superior de las brácteas densamente glandulifera, mientras et receptáculo es plano y desnudo. Los capítulos, pedunculadas de 2-3 cm de diámetro, tienen las lígulas —con parte del tubo y del limbo peloso— pentadentadas, de color amarillo. Las cipselas, de color pardo, son anchas y comprimidas, de forma obovoidea, rugoso-granuladas y están coronadas por un vilano persistente de diversas series de pelos blancos desiguales discretamente escabridos.

## Distribución
Sonchus bourgeaui es una especie endémica de Marruecos y las Islas Canarias.

## Taxonomía
Sonchus bourgeaui fue descrito por Carl Heinrich Bipontinus Schultz in Philip Barker Webb & Sabino Berthelot y publicado en Hist. Nat. Iles Canaries (Phytogr.), vol. 3(2),2, p. 446-447, Tab. 136B, 1850
Etimología
- Sonchus: nombre genérico del latín Sonchus, -i, derivado del griego σόθχος, la cerraja; usado por Plinio el Viejo en su Historia Naturalis, 22, 88[5][6]
- bourgeaui: especie dedicada a Eugène Bourgeau (1815-1877), viajero y botánico francés, que recolectó sobre todo en Canarias y en la región mediterránea.

Sinonimia
- Lactuca herbanica Burch.
- Sonchus imbricatus Svent.
- Sonchus bourgeaui var. imbricatus (Svent.) Boulos
- Sonchus tenerrimus var. tuberculatus Ball
- Sonchus tenerrimus subsp. tuberculatus (Ball) Batt.[7]

## Nombre común
- Castellano: cerrajilla moruna.[1]